# Островът на Ним
„Островът на Ним“ (на английски: Nim's Island) е приключенски филм от 2008 г., написан и режисиран от Дженифър Флакет и Марк Левин, и е базиран на едноименната детска история, написана от Уенди Ор. Във филма участват Абигейл Бреслин, Джоди Фостър и Джерард Бътлър. Филмът е пуснат на 4 април 2008 г. от 20th Century Fox. Филмът получи смесени отзиви от критиците и спечели 100.1 млн. долара при бюджет от 37 млн. долара.

## Актьорски състав
| Актьор          | Роля                      |
| --------------- | ------------------------- |
| Абигейл Бреслин | Ним Русо                  |
| Джоди Фостър    | Александра „Алекс“ Роувър |
| Джерард Бътлър  | Джак Русо / Алекс Роувър  |
| Антъни Симкоу   | Старши помощник           |
| Алфонсо Маколи  | Ръсел                     |
| Морган Грифин   | Алис                      |
| Майкъл Карман   | Капитанът                 |
| Мадисън Джойс   | Едмънд                    |
| Питър Калан     | Бащата на Едмънд          |